# Centro Comercial Cima
El Centro Comercial Ciudad Marquesa conocido como Centro Comercial Cima Barinas, es un centro comercial ubicado en la ciudad de Barinas, fue inaugurado el 4 de octubre del 2007 por la compañía Grupo Caroní (Dueños del Banco de mismo nombre), es el más grande en su tipo de la ciudad de Barinas y el tercero más grande de la Región Los Llanos, superado por el Buenaventura de Araure y el Llano Mall de Acarigua. 
Cuenta con 4 pisos o niveles (Sotáno, Plaza, Feria, Cine), 157 tiendas, una cancha de boliche (adscrita a la Liga Venezolana de Boliche), 7 salas de Cinex, un café ambientado en los años 50, una feria de comida con 15 locales, zapaterías, jugueterías, y boutiques, cuenta también con un hotel tres estrellas y una farmacia. También hay otro centro comercial del mismo nombre en la ciudad de Maracaibo, estado Zulia.

## Inicios y construcción
En el 2003 personas del Grupo Caroní, deciden invertir en la creación y construcción de un "mall" llamado Ciudad Marquesa (así se le conoce a Barinas), su construcción tardaría 4 años. Fueron inauguradas el 4 de octubre de 2007, la mayoría de las tiendas y dos locales de la feria, en 2008 se inaugura el Boliche y meses después inaugurarían el cine, teniendo la mayor visita en toda su historia. En 2012 deciden inaugurar el Hotel Cima (muy conocido en la ciudad) de tres estrellas y 60 habitaciones, actualmente es un centro comercial visitado por personas de todo el estado e incluso personas del Estado Apure (Bruzual, Mantecal) el Estado Portuguesa (Boconoíto) y el Estado Mérida.Actualmente posee la farmacia más completa de la ciudad y el complejo de cine más grande de la zona.